# Licas

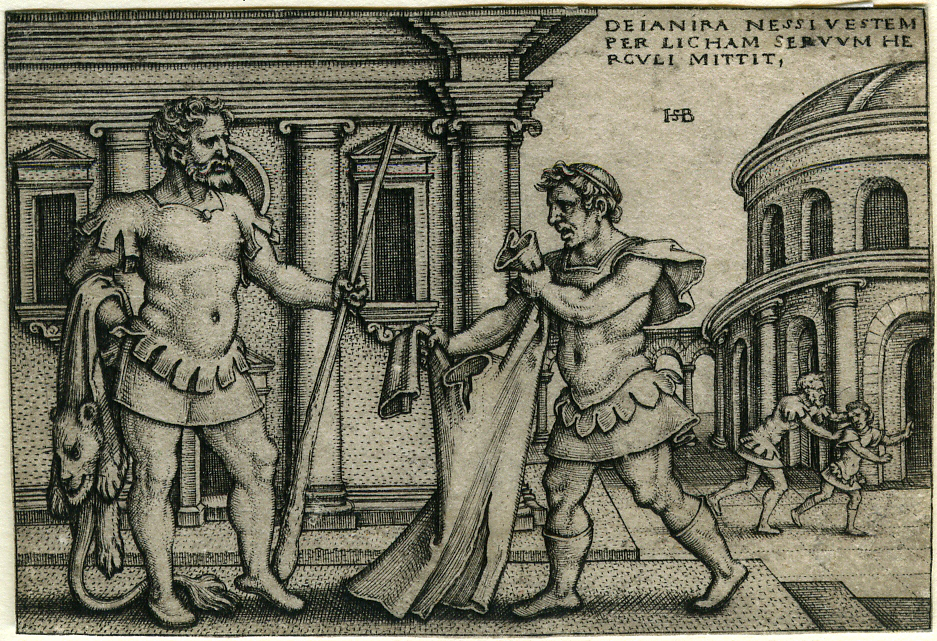
Licas ofreciendo a Heracles la túnica envenenada. Grabado de Sebald Beham (1500-1550).

Licas, en la mitología griega, era un heraldo y compañero de Heracles.
Por orden de Deyanira (esposa de Heracles), traicionó al héroe, llevándole una túnica que ella había envenenado anteriormente untándola con sangre de Neso, lo que provocó un inmenso dolor a Heracles. Este tomó a Licas por los pies y lo arrojó al mar. Licas se convirtió en una roca.
Más tarde Heracles falleció por las terribles quemaduras.